# Mirollia ulla
Mirollia ulla är en insektsart som beskrevs av Andrej Vasiljevitj Gorochov 2008. Mirollia ulla ingår i släktet Mirollia och familjen vårtbitare. Inga underarter finns listade i Catalogue of Life.